# Six Cylinder Love
Six Cylinder Love er en amerikansk stumfilm fra 1923 af Elmer Clifton.

## Medvirkende
- Ernest Truex som Gilbert Sterling
- Florence Eldridge som Marilyn Sterling
- Donald Meek som Richard Burton
- Maude Hill som Geraldine Burton
- Ann McKittrick som Phyllis Burton
- Marjorie Milton som Marguerite Rogers